# Freakonomics
Freakonomics. Il calcolo dell'incalcolabile è un libro di successo di Steven D. Levitt (professore di economia all'Università di Chicago) e Stephen J. Dubner (giornalista e autore di successo, collabora per il New York Times e il New Yorker), che ha venduto oltre un milione di copie negli U.S.A. ed è giunto ormai alla terza edizione.

## Adattamento cinematografico
Un film documentario intitolato Freakonomics è stato prodotto con 3 milioni di dollari da Chad Troutwine, Chris Romano e Dan O'Meara, in un formato omnibus dai registi Seth Gordon, Morgan Spurlock, Alex Gibney, Eugene Jarecki, Rachel Grady e Heidi Ewing.
Proiettato in anteprima mondiale come film di chiusura al Tribeca Film Festival il 30 aprile 2010, è stato anche il film d'apertura all'AFI Docs film festival il 21 giugno 2010. La sua distribuzione, gestita da Magnolia Pictures, è avvenuta nel 2010.

## Edizioni
- Steven D.Levitt e Stephen J. Dubner, Freakonomics. Il calcolo dell'incalcolabile, traduzione di Andrea Mazza, Sperling & Kupfer, 2006,  p. 266, ISBN 88-200-3943-5.